# Distort
「Distort」（ディストート）は、2010年5月12日に発売されたPragueの3枚目のシングル。

## 解説
- 前作「Light Infection」から5ヶ月でのリリースとなるシングル。
- 「願い」にはRHYMESTERのMummy-Dが参加しており作詞もしている。
- シングル収録されている「Light Infection」にはDEX PISTOLS、「バタフライ」にはDJ TASAKAによってリミックスされている。

## 収録曲
1. Distort (4:19)
作詞：鈴木雄太 作曲：Prague
  - テレビ東京系『JAPAN COUNTDOWN』2010年5月度オープニングテーマ
2. 願い feat. Mummy-D (3:39)
作詞：鈴木雄太、Mummy-D 作曲：Prague
3. Light Infection (DEX PISTOLS remix) (4:47)
作詞：鈴木雄太 作曲：Prague
4. バタフライ (DJ TASAKA remix) (6:13)
作詞：鈴木雄太 作曲：Prague